# 삼체 (인터넷)
삼체(3체, 三體)는 문장을 "~삼", "~3"이라는 종결어미로 끝내는 인터넷 말투 중 하나이다.

## 기원
삼체는 디시인사이드 스타크래프트 갤러리에서 처음 사용되었다. 삼체의 기원은 스타크래프트 리그에서 삼성칸 소속으로 활약중인 테란 프로게이머 최수범 선수의 일화에서 유래한다.
최수범은 스타리그에서 자원 기지가 3개이면서 생산건물도 3개에 불과한 엽기적인 경기를 보여주었다. 며칠 뒤에는 3파이어뱃을 선보였으며, 바이오닉 운용에서 메딕을 3마리만 데리고 다니는 경우도 자주 목격되었다. 질레트 스타리그에서는 16강 한동욱과의 경기에서 3번째 본선진출, 온게임넷 33번째 공식전, 다승 33위라는 자막이 방송되기도 하였다.
또한 최수범은 한때 프로게이머 순위 33위, 승률 33위, 다승 33위 등을 기록하는 등 '3'과 유난히 많은 인연이 있었는데(소속팀 이름도 '3성칸'으로 쓸 수 있다.), 이것이 디시인사이드 스타크래프트 갤러리에서 "삼체"로 변형되어 인기를 끌었고, 그 후 인터넷 전체로 널리 유포되었다.
~삼은 단순히 문장을 종결시키는 뜻을 가지지만, 대체적으로 가벼운 느낌, 건방진 느낌, 친근하지 않은 느낌을 드러내는 표현이기도 하다. 또한 ~삼은 평서문 뿐만 아니라 감탄문, 의문문 등의 종결어미로도 사용될 수 있는 등 그 사용과 표현에 대한 제약이 거의 없다. 하지만 이 종결어미에는 한국어의 높임말을 만들어주는 '~시'를 붙일 수 없다. 왜냐하면 3체는 다른 글체들과는 달리 애초에 상대에 대한 경어 표현이 전제되지 않기 때문이다.
- 3체의 예 : 님하 일루 와서 같이 몹 잡으삼 (야 이리 와서 같이 사냥하자)